# Браян Гербінсон
Браян Гербінсон (англ. Brian Herbinson, 25 листопада 1930 — 30 серпня 2022) — канадський вершник.
Бронзовий призер Олімпійських Ігор 1956 року в командному триборстві, учасник 1960 року.
Переможець Панамериканських ігор 1959 року в командному триборстві.